# Ausspeisung (Energie)
Als Ausspeisung wird in der Energiewirtschaft die Mengenentnahme von Endenergie aus einem Energienetz durch Energieverbraucher verstanden. Pendant ist die Einspeisung.

## Netzwerke
Endenergie wird in folgenden Netzwerken verteilt:
| Endenergie         | Netzwerk                                 |
| ------------------ | ---------------------------------------- |
| elektrischer Strom | Stromnetz, Übertragungsnetz, Verbundnetz |
| Erdgas             | Gasnetz                                  |
| Erdöl              | Pipeline, Leitungsnetz                   |
| Fernwärme          | Fernwärmenetz                            |
| Trinkwasser        | Trinkwassernetz                          |

Die Ausspeisung als Entnahme durch den Endkunden ist – im Gegensatz zur Einspeisung – die Regelleistung. Auch eine Ausspeisung als Übergang eines Mediums von einem Verteilernetz zu einem anderen Verteilernetz wird als Ausspeisung bezeichnet. Als Einspeisung bezeichnet man die Beschickung eines Netzes mit dem entsprechenden Medium, also beispielsweise das Einspeisen von Erdgas in eine Pipeline oder das Einspeisen von Elektrizität in eine Überlandleitung.
Ausspeisung ist die Entnahme von Endenergie durch Letztverbraucher, in nachgelagerte Netzebenen sowie Rückspeisungen in vorgelagerte Netzebenen. Einspeisung findet statt durch dezentrale Einspeisung sowie Einspeisung aus der vorgelagerten und der nachgelagerten Netzebene. Der Fluss der Wirkleistung wird am Netzanschluss durch Aus- und Einspeisung bestimmt. Unter den Voraussetzungen des § 21 Abs. 1 EEG ist eine Einspeisevergütung durch den Netzbetreiber zu entrichten.

## Rechtsbegriffe
Aus- und Einspeisung sind Rechtsbegriffe aus dem Energiewirtschaftsgesetz (EnWG). Ausspeisekapazität ist im Gasbereich das maximale Volumen pro Stunde in Normkubikmeter (§ 3 Nr. 1c EnWG), Ausspeisepunkt ist ein Punkt, an dem Gas aus einem Netz oder Teilnetz eines Netzbetreibers entnommen werden kann (§ 3 Nr. 1d EnWG). Einspeisekapazität ist im Gasbereich das maximale Volumen pro Stunde in Normkubikmeter, das an einem Einspeisepunkt in ein Netz oder Teilnetz eines Netzbetreibers insgesamt eingespeist werden kann (§ 3 Nr. 13a EnWG); Einspeisepunkt ist ein Punkt, an dem Gas an einen Netzbetreiber in dessen Netz oder Teilnetz übergeben werden kann, einschließlich der Übergabe aus Speichern, Gasproduktionsanlagen, Hubs oder Misch- und Konversionsanlagen (§ 3 Nr. 13b EnWG). Ausgleichsleistungen sind Dienstleistungen zur Bereitstellung von Energie, die zur Deckung von Verlusten und für den Ausgleich von Differenzen zwischen Ein- und Ausspeisung benötigt wird, zu denen insbesondere auch Regelenergie gehört (§ 3 Nr. 1b EnWG).

## Wirtschaftliche Aspekte
Das Marktgebiet des Energiemarktes ist die Verknüpfung von über Netzknoten miteinander verbundenen Teilnetzen, in denen ein Transportkunde gebuchte Kapazitäten nach dem Entry-Exit-Modell an Einspeise- und Ausspeisepunkten flexibel nutzen kann.
Am bedeutsamsten ist die Einspeisung bei Stromnetzen, wo es zu Friktionen kommen kann. Da meist die Stromerzeugung an ihrem technisch optimalen Punkt gefahren wird, können zu hohe und unerwartete Einspeisungen durch Industrie und/oder Privathaushalte zu erhöhten Kosten führen, weil Kraftwerke heruntergefahren werden müssen und die Einspeisungen aus erneuerbaren Energien Priorität genießen. So wurden beispielsweise am 3. Oktober 2009 (einem Samstag und Tag der Deutschen Einheit) für eine Stunde in der Nacht zum 4. Oktober 2009 Strompreise von bis zu −500 Euro/MWh (Negativpreis) durch sehr hohe Einspeisung von Windenergie bei geringer Stromnachfrage erreicht.